# 戸崎琴美
戸崎 琴美（とさき ことみ、1989年5月19日 - ）は、日本の元女子バレーボール選手。

## 来歴
岐阜県岐阜市出身。友人に誘われて中学1年からバレーボールを始める。
共栄学園高等学校時代に、澁澤夏美・渡邊愛以らともにインターハイ等で活躍し、2008年日立佐和リヴァーレに入部。同年、第1回アジアカップ女子大会の日本代表メンバーに選出された。 2011年5月、退社。

## 球歴
- 全日本代表 - 2008年

## 所属チーム
- 共栄学園中学校
- 共栄学園高等学校
- 日立佐和リヴァーレ（2008-2011年）